# Florian Rynkowski
Florian Rynkowski (* 1981 in Dresden) ist ein deutscher Fusionmusiker (Kontrabass, E-Bass, Komposition).

## Leben und Wirken
Rynkowski wuchs als Sohn einer klassischen Sängerin und eines Tanz- und Unterhaltungsmusikers in musikalischer Vielfalt sowie kirchlich geprägt in Weimar auf. Er studierte E-Bass, Kontrabass und Komposition an der Musikhochschule Weimar, an der Sibelius-Akademie in Helsinki, in Accra und an der Musikhochschule Köln.
Seitdem gehört Rynkowski zu verschiedenen Ensembles, die sich zwischen Jazz, Minimal Music und Popmusik bewegen. 2012 erschien sein Debütalbum flora et labora. Für das Matadero Madrid schrieb er 2012 die Musik zur Installation „angles of incidence“, der zahlreiche Ballett- und Theatermusiken folgten. 2014 wurde seine Komposition „H/B/T“ für Tárogató und Viola in Stuttgart uraufgeführt. Mit seinen Brüdern Clemens und David Rynkowski bildete er das Kollektiv Herr Rynkowski, das Bühnenmusiken für zahlreiche Theaterproduktionen erstellte. Auch wirkte er in den Produktionen Hair und The Broken Circle als Musiker mit. Seinen Zyklus Momentum – Musik für den Kirchenraum konnte er mit einem Jazz- und Kammerensemble beim Deutschlandfunk aufnehmen; er erschien 2021 bei Klaeng Records.
Als Mitglied des Trios von Philipp Brämswig war Rynkowski Finalist beim Neuen Deutschen Jazzpreis 2017.

## Diskographische Hinweise
- Flora et Labora (Konnex Records 2012, mit Verneri Pohjola, Jouni Järvelä, Timo Kämäräinen, Antti Kujanpää, Joonas Riippa)
- Momentum (Klaeng Records 2021, mit Janning Trumann, Carolina Schwäbl-Martins, Nathan Bontrager, David Schütte, Jens Böckamp, Stefan Karl Schmid, Dierk Peters, Etienne Nillesen)
- Luciel: From Outside (Herzog Records 2022, mit David Rynkowski, Philipp Brämswig, Tim Dudek)